# My Dying Bride
My Dying Bride (v překladu z angličtiny Má umírající nevěsta) je britská doom metalová kapela založená v roce 1990 v anglickém Halifaxu. Společně s kapelami Anathema a Paradise Lost jsou průkopníky subžánru death/doom. Zpěvák Aaron Stainthorpe byl při tvorbě textů pro debutní album As the Flower Withers z roku 1992 ovlivněn anglickým básníkem Williamem Shakespearem.

## Diskografie

### Alba
- (1992) As the Flower Withers
- (1993) Turn Loose the Swans
- (1995) The Angel and the Dark River
- (1996) Like Gods of the Sun
- (1998) 34.788%...Complete
- (1999) The Light at the End of the World
- (2001) The Dreadful Hours
- (2004) Songs of Darkness, Words of Light
- (2006) A Line of Deathless Kings
- (2009) For Lies I Sire
- (2011) Evinta
- (2012) A Map of All Our Failures
- (2015) Feel The Misery
- (2020) The Ghost of Orion
- (2024) A Mortal Binding

### Dema, singly a EPs
- (1990) Towards the Sinister (demo)
- (1991) God Is Alone (7")
- (1991) Symphonaire Infernus et Spera Empyrium (EP)
- (1992) The Thrash of Naked Limbs (singl)
- (1993) Unreleased Bitterness (7")
- (1994) I Am the Bloody Earth (EP)
- (1994) The Sexuality of Bereavement (7")
- (2006) Deeper Down (singl)
- (2009) Bring Me Victory (EP)
- (2011) The Barghest o' Whitby (EP)
- (2013) The Manuscript (EP)

### Kompilace
- (1994) The Stories (box set)
- (1995) Trinity
- (2000) Meisterwerk 1
- (2001) Meisterwerk 2
- (2002) The Voice of the Wretched (live)
- (2005) Anti-Diluvian Chronicles
- (2008) An Ode to Woe (živě, také jako DVD verze)
- (2013) Introducing My Dying Bride
- (2014) The Vaulted Shadows

### Videa
- (1997) For Darkest Eyes
- (2005) Sinamorata
- (2008) An Ode to Woe (živě, také jako CD verze)[4]